# Pétissier

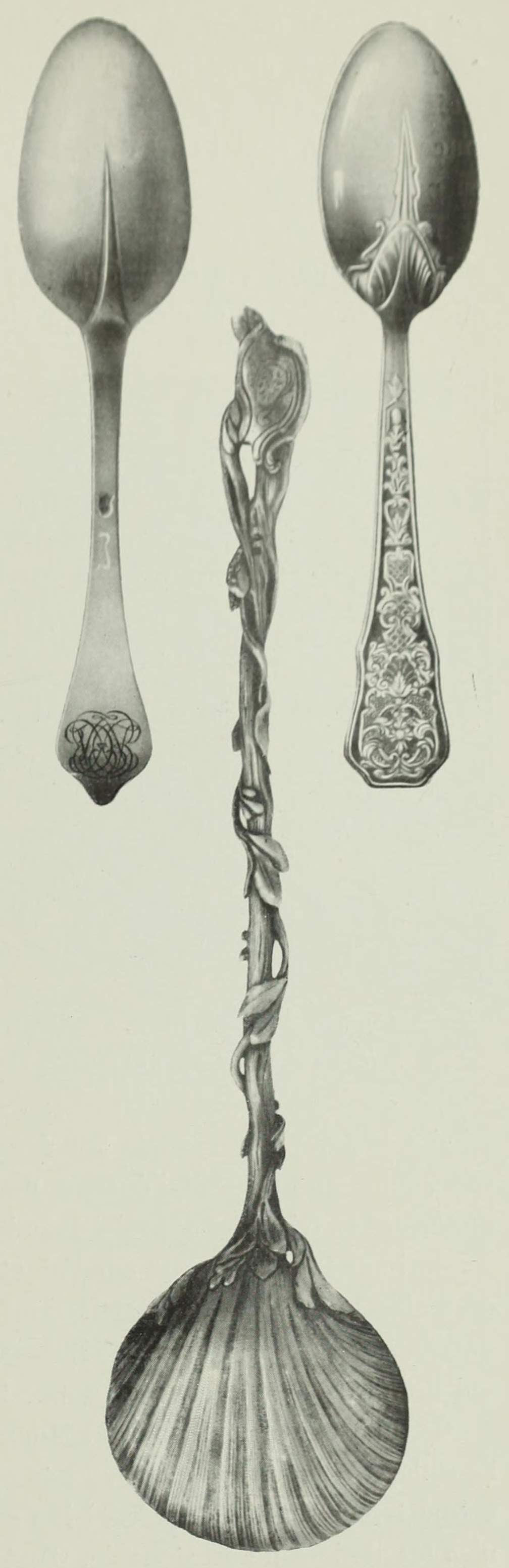
Cuillers du dix-septième siècle, faites à la main. Cuiller à potage fondue et ciselée.
(Collection Henri Vonithel. Musée centennal)

Un pétissier est un orfèvre créateur de couverts de table en argent.
Le pétissier fait partie de la liste des métiers d'art en France ; il est aussi éligible au titre de maître d'art.

## Techniques

### Alliages
L'argent pur est un métal mou et déformable. Pour pouvoir l'utiliser dans la fabrication de plats ou de couverts, on lui ajoute du cuivre afin de le durcir. 

### Poinçons
Le poinçon que le pétissier appose sur les couverts indique leur titre, autrement dit leur teneur en argent pur. Un poinçon de 950 indique l'alliage utilisé contient 950 g d'argent pour 1 000 d'alliage. En sus de ce poinçon, appelé "Minerve", le pétissier ajoute un  poinçon de maître, signature de la maison ayant réalisé les couverts.

## Pétissiers célèbres

### En France
- Christofle a été fondé en 1830. La maison, qui a accumulé une collection de pièces à travers les ans, prête son fonds pour des expositions temporaires. Elle recourt aux apports de désigner extérieurs, tels qu'Andrée Putman, Ora-Ito[4]...
- Ercuis a été fondée en 1867

## Expositions d'argenterie
Rouen, décembre 2011, Exposition temporaire "Esprit de Noël"